# Calcifibrospongiidae
Calcifibrospongiidae é uma família de esponjas marinhas da ordem Haplosclerida.

## Gêneros
- Calcifibrospongia Hartman, 1979